# Motor Ferrari Colombo
El motor Ferrari Colombo es un motor V12 a 60° de gasolina con carburador y refrigeración líquida, diseñado por el ingeniero italiano Gioacchino Colombo y producido en numerosas versiones por el fabricante de automóviles Ferrari entre 1947 y 1988. Se convirtió en la primera planta motriz de fabricación propia de Ferrari, siendo su sucesor el motor Lampredi V12.

## Historia

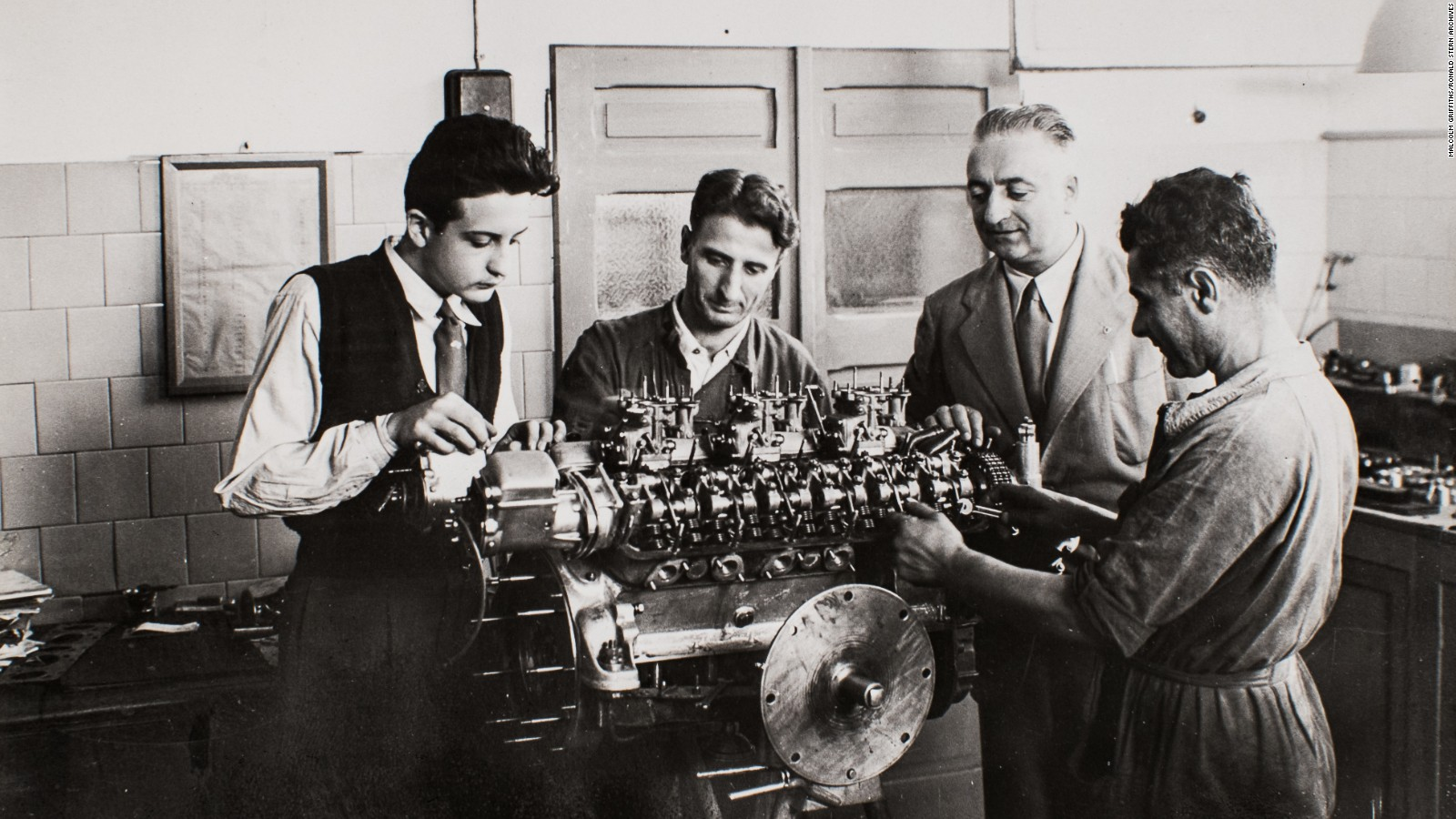
Enzo Ferrari y su departamento de motores a finales de los años 1940

Colombo, quien había participado en el diseño de los motores Alfa Romeo para Enzo Ferrari, colocó los centros de los cilindros a 90 mm (3,54 pulgadas) de distancia, lo que permitió un significativo aumento posterior de la cilindrada. Los desplazamientos variaron desde la diminuta versión de 1497 cm³ (1,5 litros) que comenzó equipando al 125S de competición, a la versión de 4943 cm³ (4,9 litros) utilizada en el 412i gran turismo de 1986. En 1963, se realizaron importantes actualizaciones para la serie 330, con un bloque rediseñado con un espaciado entre centros de cilindros más amplio de 94 mm (3,7 pulgadas).
Enzo Ferrari había admirado durante mucho tiempo los motores V12 de Packard, Auto Union y Alfa Romeo, donde estuvo empleado durante mucho tiempo, pero su primer automóvil, el Auto Avio Costruzioni 815 de 1940, usaba un motor de ocho cilindros en línea de Fiat.
El desarrollo del V12 Colombo continuó mucho después de que Colombo fuera reemplazado por Aurelio Lampredi como diseñador de motores de la compañía. Aunque el Lampredi V12 fue un activo real para la empresa, sería el de Colombo el que impulsó a Ferrari a la vanguardia de los automóviles de alto rendimiento durante los años 1950 y 1960.

## 125

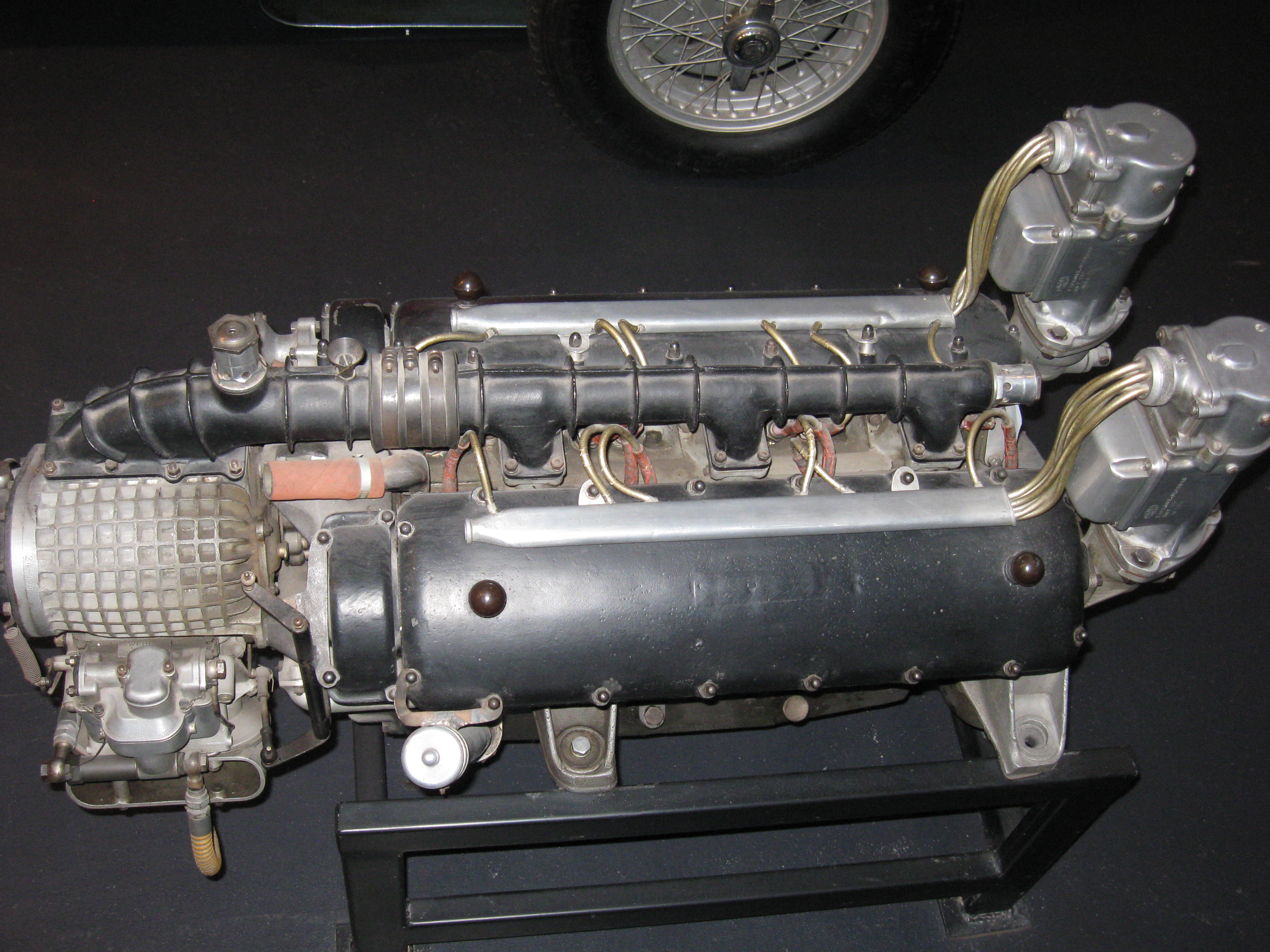
El V12 utilizado en el 125 F1 de la versión anterior

El primer motor diseñado por Ferrari fue el V12 125 de 1496,77 cm³ (1,5 litros; 91,3 pulgadas cúbicas), obra de Gioacchino Colombo y de los asistentes Giuseppe Busso y Luigi Bazzi. El nombre del motor y del automóvil impulsado por él, el deportivo de competición Ferrari 125 S, se derivaron del diminuto desplazamiento de cada uno de sus doce cilindros de 124,73 cm³ (7,6 pulgadas cúbicas), con un diámetro de 55 mm (2,17 pulgadas) y una carrera de 52,5 mm (2,07 pulgadas). El diseño en V a 60° tenía un (SOHC) árbol de levas a la cabeza por cada bancada de cilindros, dos válvulas por cilindro y tres carburadores Weber 30DCF. Con una relación de compresión de 7.5:1, rendía 118 CV (116 HP; 87 kW) a las 6800 rpm. Fue presentado el 11 de mayo de 1947 y permitió a la compañía conseguir seis victorias en 14 carreras ese mismo año.
Colombo y Ferrari lo habían diseñado teniendo en cuenta las regulaciones de la Fórmula 1 y lo introdujeron al año siguiente en el primer automóvil de Fórmula 1 de la compañía: el 125 F1. Esta vez, se produjo una versión con sobrealimentación, de acuerdo con los dictados de la Fórmula 1, para obtener una potencia total de 230 CV (227 HP; 169 kW) a las 7000 rpm. Sin embargo, el compresor volumétrico tipo Roots de una sola etapa era incapaz de producir la potencia necesaria para competir con el potente Alfa Romeo 158 de ocho cilindros y con el Maserati 4CLT de cuatro cilindros. Sin embargo, una conducción consistente y un chasis ágil permitieron a la compañía ubicarse en tercer lugar en su primera salida, en el Gran Premio de Valentino el 5 de septiembre de 1948, impulsando a Ferrari a perseverar en las carreras.
Para 1949, el motor se modificó todavía más, adoptando doble (DOHC) árbol de levas a la cabeza por cada bancada de cilindros, aunque todavía con dos válvulas por cilindro y un sobrealimentador de dos etapas. Esta combinación le dio al automóvil un mejor rendimiento y los 280 CV (276 HP; 206 kW) disponibles le permitieron obtener cinco victorias en Grandes Premios. El desarrollo continuó al año siguiente, pero los problemáticos sobrealimentadores se abandonaron en favor de una mayor cilindrada y el motor 275 de Lampredi reemplazó al diseño original de Colombo.

### Aplicaciones
- Ferrari 125 S de 1947, con 118 CV (116 HP; 87 kW).
- Ferrari 125 F1 de 1948 sobrealimentado, con 230 CV (227 HP; 169 kW).
- Ferrari 125 F1 de 1949-1950 de dos etapas de sobrealimentación, con 280 CV (276 HP; 206 kW).

## Carrera de58,8mm (2,31pulgadas)

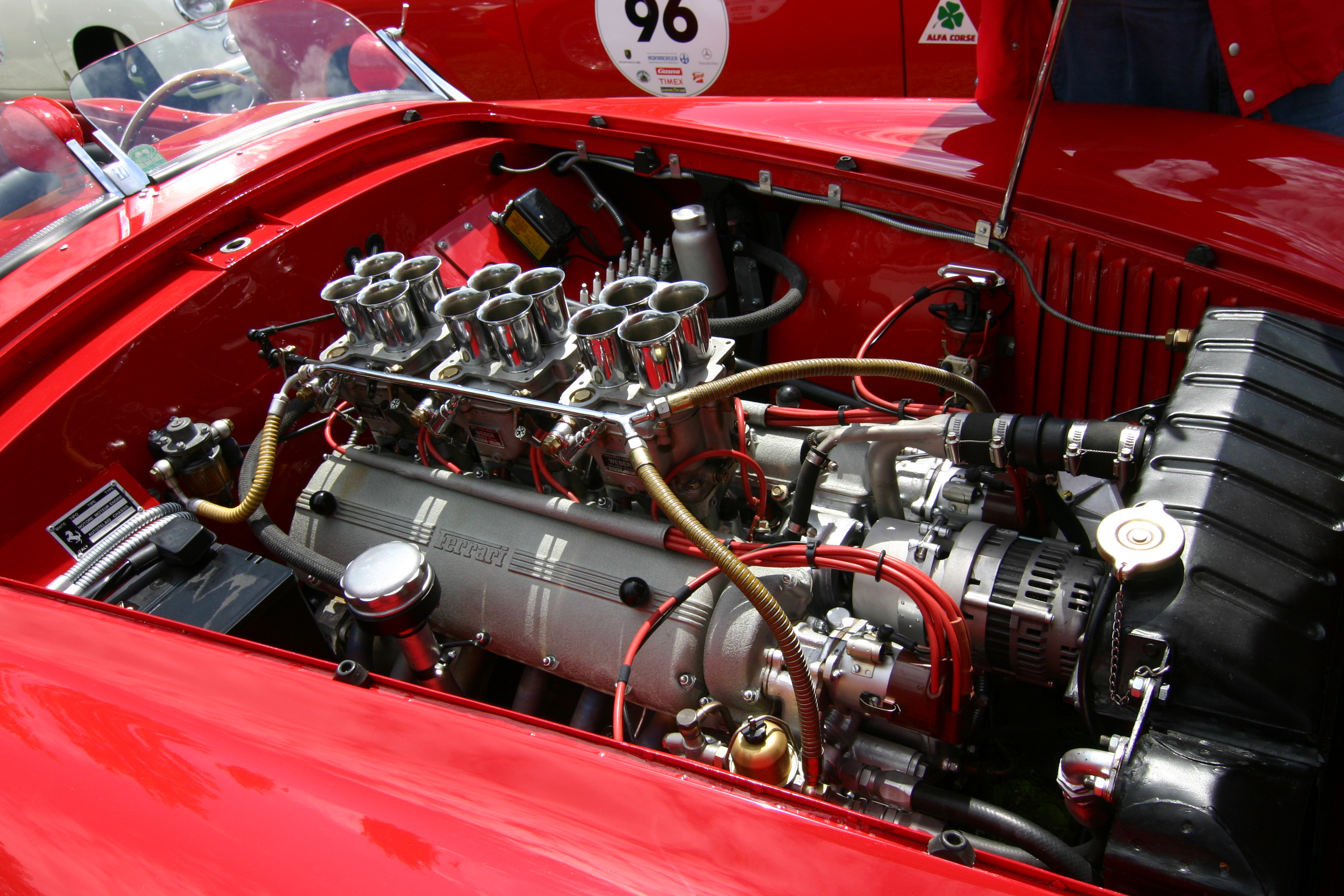
Motor L 2.6 del Ferrari 212

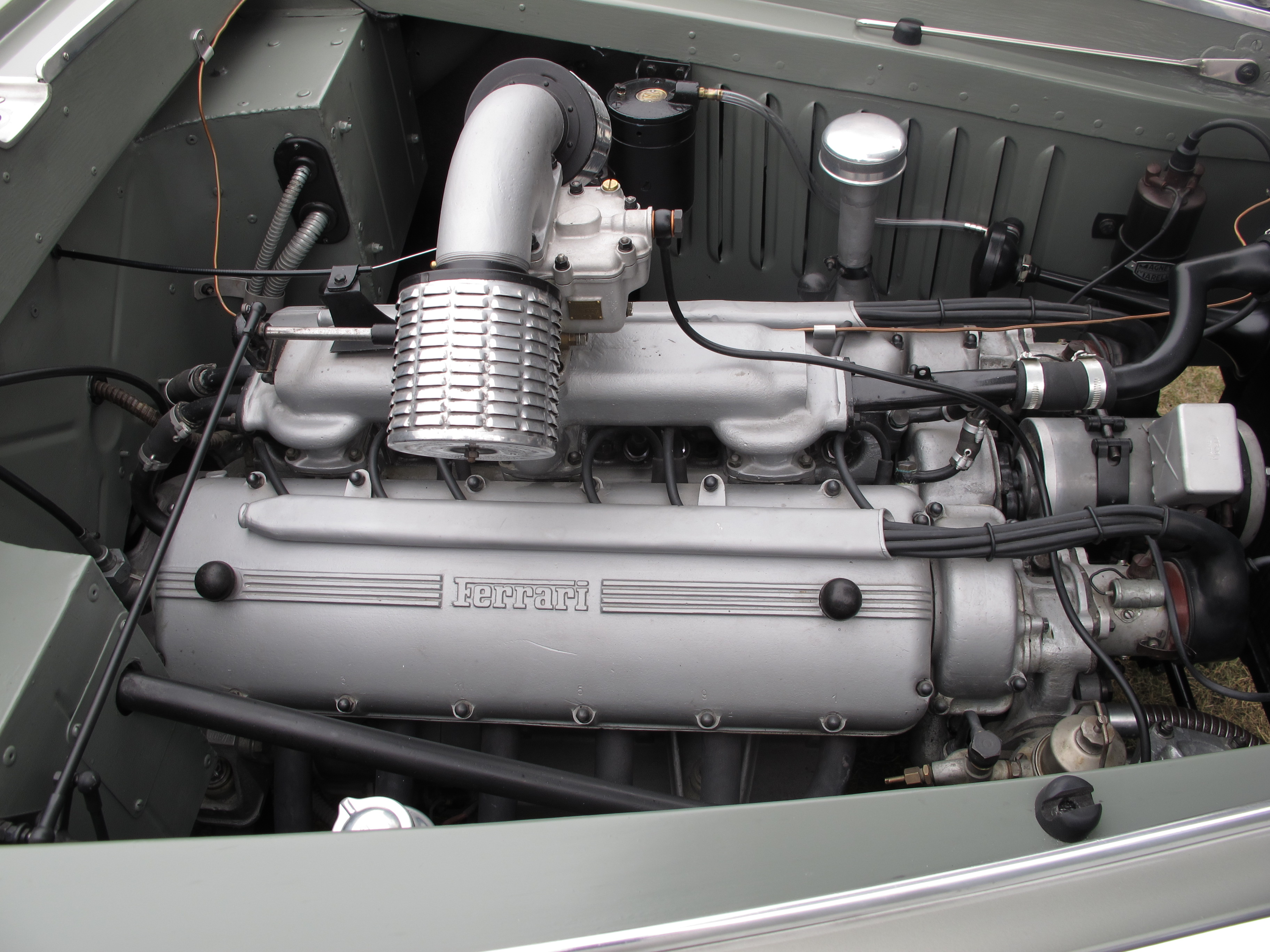
Los primeros coches de carretera tenían un solo carburador y un colector ramificado como opción estándar

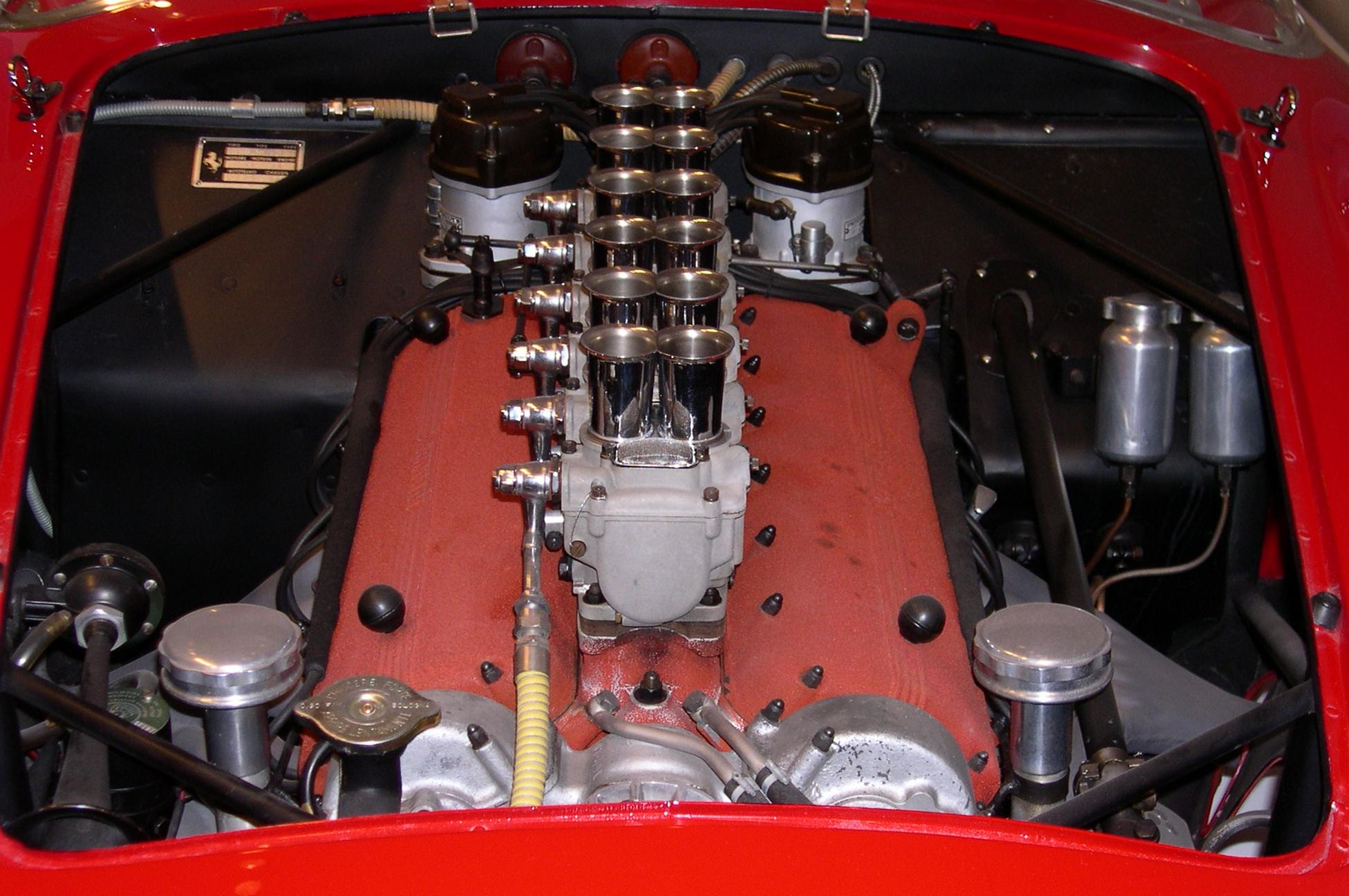
V12 Colombo Testa Rossa en un 250TR de 1958

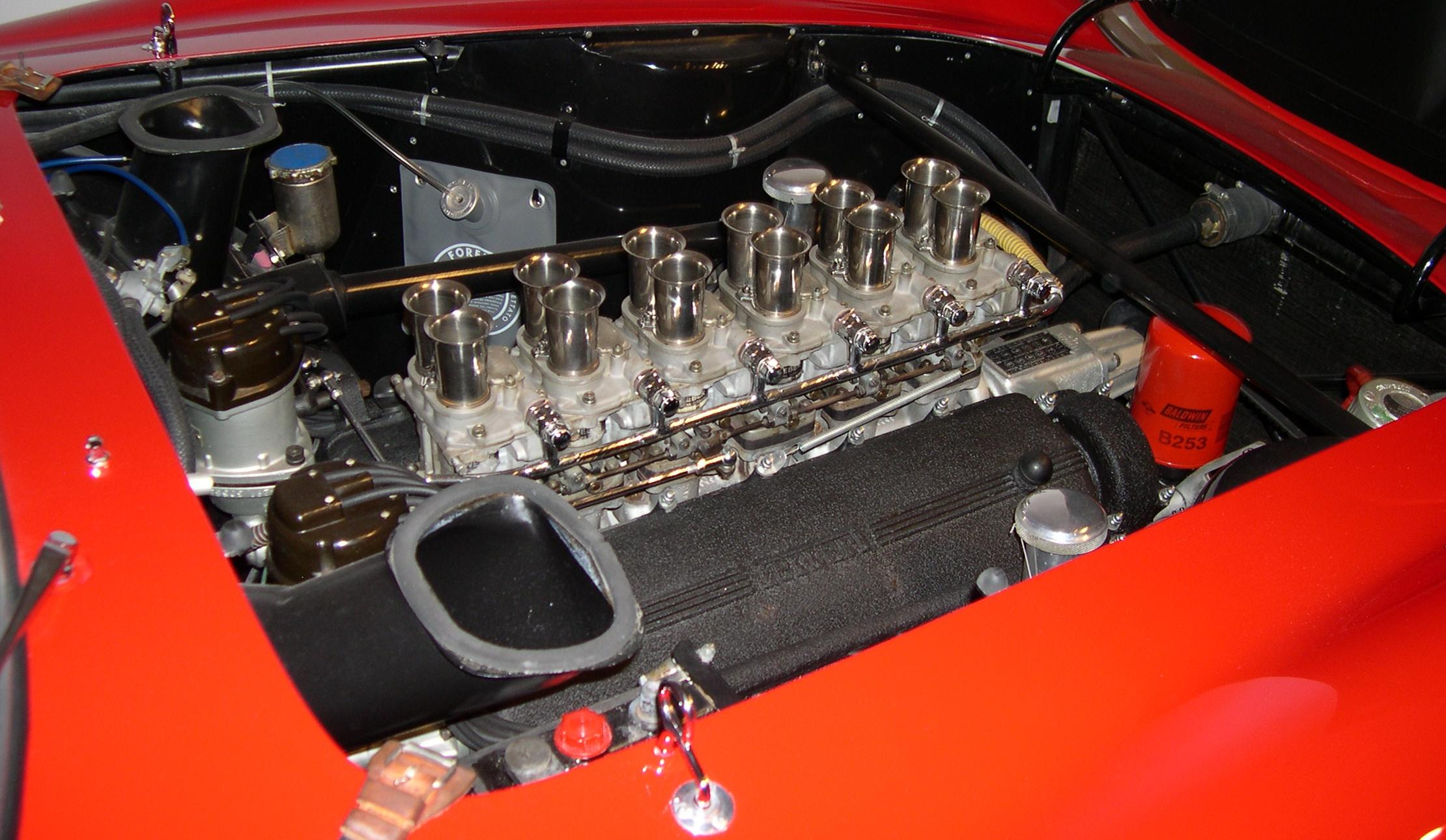
Colombo V12 en un 250 GTO de 1962

Los primeros Ferrari 166, 195 y 212 usaban el Colombo V12 de diferentes tamaños. Todos compartían la misma carrera de 58,8 mm (2,31 pulgadas) con diámetros de 60 mm (2,36 pulgadas), 65 mm (2,56 pulgadas) y 68 mm (2,68 pulgadas), que daban desplazamientos de 1995 cm³ (2 L; 121,7 plg³) en el 166, 2341 cm³ (2,3 L; 142,9 plg³) en el 195 y 2563 cm³ (2,6 L; 156,4 plg³) en el 212, respectivamente. La potencia variaba de los 105 a 165 CV (104 a 163 HP) (77 a 121 kW).
Uno de los Colombo más comunes era el 250, que debutó en 1952 en el Ferrari 250 S y que perduró hasta 1963 en el Ferrari 330 America. Tenía un diámetro de 73 mm (2,87 pulgadas) con la carrera común de los motores Colombo de 58,8 mm (2,31 plg), para un total de 2953 cm³ (3 litros).
Comenzando con el famoso deportivo de competición 250 TR "Testa Rossa", Ferrari inició una serie de nuevas modificaciones en el Colombo 250. Las bujías se desplazaron al exterior de la cabeza del cilindro, cerca del conducto de evacuación de gases. Esto permitió a Ferrari introducir tomas de admisión individuales independientes para utilizar los seis carburadores Weber de dos gargantas. Se dispusieron cuatro tornillos de sujeción en la culata por cada cilindro, en vez de tres, para soportar la potencia añadida.
Estos cambios finalmente se incorporaron a los coches de carretera de Ferrari, empezando por el 250 GT SWB y el 250 GT Serie II diseñados por Pininfarina.

### 275
El último Ferrari Colombo con carrera de 58,8 mm (2,31 pulgadas) fue el 275. Era una variante del V12 con 3286 cm³ (3,3 L; 200,5 plg³) con un diámetro de 77 mm (3,03 pulgadas), capaz de producir 300 CV (296 HP; 221 kW).

## 330
El  Ferrari 400 Superamerica de 1960 reemplazó al Lampredi del modelo anterior por un Colombo V12 de 3967 cm³ (4 L; 242,1 plg³). Se modificó la carrera estándar hasta entonces de 58,8 mm (2,31 pulgadas), que pasó a ser de 71 mm (2,80 pulgadas), combinada con un diámetro de 77 mm (3,03 pulgadas), el cual rendía de 340 y 400 CV (335 y 395 HP) (250 y 294 kW) con triples carburadores Weber.
A pesar de que los Ferrari 330 series de 1963 también utilizaron un V12 de 3967 cm³ (4 litros; 242,1 pulgadas cúbicas) con la misma carrera y diámetro del utilizado en el 400 Superamerica, este otro de 300 CV (221 kW; 296 HP) era bastante diferente. Utilizaba un mayor espaciamiento entre cilindros, previendo aumentos de cilindrada futuros. Las bujías se desplazaron y se utilizó una nueva bomba de agua. La dinamo de las versiones previas se sustituyó por un alternador.

## Cuatro árboles de levas
El Colombo V12 se modificó sustancialmente para el Ferrari 275 GTB/4 de 1967. Todavía contaba con dos válvulas por cilindro, pero disponía de doble (DOHC) árbol de levas a la cabeza. Rompiendo con los anteriores diseños de Ferrari, el ángulo de las válvulas se redujo tres grados, quedando a 54°, para obtener una culata más compacta. El árbol doble también permitió que las válvulas quedaran alineadas "correctamente", perpendiculares al árbol, en vez de desplazadas lateralmente como en los anteriores tipo SOHC de Ferrari. Se adoptó un diseño con un enorme cárter seco, con una capacidad de 16 litros (16,9 USqt). Retuvo la carrera y el diámetro del modelo 275, con 3286 cm³ (3,3 L; 200,5 plg³). Rendía 330 CV (325 HP; 243 kW) a las 8000 rpm y 240 lb·pie (325 N·m) de par máximo a las 6000 rpm con seis carburadores Weber 40 DCN 9.

## 365
El Colombo 330 se amplió empleando un diámetro de 81 mm (3,19 pulgadas) hasta alcanzar 4390 cm³ (4,4 L; 267,9 plg³), utilizado en el Ferrari 365 California de 1966. Disponía de un árbol de levas simple y lubricación por cárter húmedo. Un motor mejorado con cuatro árboles de levas se utilizó en los modelos GT/4. El 365 GTB/4 Daytona sería el único motor 365 que incluyó la lubricación mediante cárter seco.

### Aplicaciones
- 365 California de 1966-1967
- 365 GTC, 365 GTS de 1968-1970
- 365 GT 2+2 de 1968-1972
- 365 GTB/4 Daytona, 365 GTS/4 Daytona de 1968-1973
- 365 GTC/4 de 1971-1972
- 365 GT4 2+2 de 1972-1976

## 400, 412
El Colombo 365 de cuádruple árbol de levas y lubricación por cárter húmedo, se amplió de nuevo, esta vez hasta alcanzar 4823 cm³ (4,8 L; 294,3 plg³) para el Ferrari 400 de 1976, con el mismo diámetro de 81 mm (3,19 pulgadas) y una carrera de 78 mm (3,07 pulgadas). Los carburadores se sustituyeron por un sistema de inyección de combustible Bosch K-Jetronic en 1979. En 1986 el diámetro de los cilindros se amplió a 82 mm (3,23 pulgadas), dando un total de 4943 cm³ (4,9 L; 301,6 plg³).

### Aplicaciones
- Ferrari 400 de 1976-1979
- Ferrari 400i de 1979-1985
- Ferrari 412i de 1986-1988